# Мнишек, Юзеф
Юзеф Вандалин Мнишек (1670 — 25 июня 1747) — государственный и военный деятель Речи Посполитой, ротмистр панцирный (1693), генерал литовский артиллерии (1701—1706), маршалок надворный литовский (1706—1713), маршалок великий коронный (1713—1742), каштелян краковский (1742—1747), староста саноцкий, яворовский, голубский и рогатинский. Меценат.

## Биография
Представитель польского магнатского рода Мнишеков герба «Мнишек». старший сын воеводы волынского и старосты саноцкого Ежи Яна Мнишека (ум. 1693) и Анны Ходкевич (ум. после 1690), дочери каштеляна виленского Яна Казимира Ходкевича.
В 1691 году Юзеф Мнишек получил в держание староство саноцкое. Через свадьбу с представительницей рода Огинских участвовал в гражданской войне шляхты Великого княжества Литовского против Сапег, в 1700 году участвовал в битве под Олькениками. После гибели Михаила Сапеги получил чин генерала артиллерии ВКЛ. В 1704 году присоединился к Сандомирской конфедерации. В 1706 году получил должность маршалка надворного литовского, в 1713 году был назначен маршалком великим литовским. В 1742 году Юзеф Мнишек получил должность каштеляна краковского.
Кавалер польского ордена Белого Орла и российского ордена Андрея Первозванного. Один из крупнейших магнатов Речи Посполитой, на Гродненщине владел Рудовой и Большой Берестовицей, где основал францисканский костёл.

## Семья
Был дважды женат. В 1694 году женился на княжне Элеоноре Огинской (ум. после 1710), дочери воеводы мстиславского, князя Шимона Кароля Огинского (ок. 1625—1694), от второго брака с Теодорой Корсак. В первом браке детей не имел.
В 1712 году вторично женился на Констанции Тарло (ум. 1740), дочери воеводы люблинского Станислава Тарло (ум. 1705) и Терезы Дунин-Броковской. Дети:
- Ежи Август Мнишек (1715—1778), маршалок надворный коронный и каштелян краковский
- Ян Кароль Мнишек (1716—1759), подкоморий великий литовский и генерал-лейтенант польской армии
- Эльжбета Мнишек (ум. 1746), жена с 1725 года конюшего великого коронного и старосты краковского, графа Кароля Велепольского (ум. 1773)
- Людвика Мнишек (ок. 1712—1785), жена с 1732 года каштеляна краковского и гетмана великого коронного Юзефа Потоцкого (ум. 1751)